# Catanthera novoguineensis
Catanthera novoguineensis är en tvåhjärtbladig växtart som beskrevs av Madhavan Parameswarau Nayar. Catanthera novoguineensis ingår i släktet Catanthera och familjen Melastomataceae. Inga underarter finns listade i Catalogue of Life.